# 藤田浩司 (バスケットボール)
藤田 浩司（ふじた ひろし、1992年10月23日 - ）は、日本のプロバスケットボール選手。ポジションはSF。
B.LEAGEの鹿児島レブナイズ所属。

## 来歴
九州共立大学→鹿児島レブナイズ→仙台89ERS→愛媛オレンジバイキングス→鹿児島レブナイズ